# チョウル
チョウル（モンゴル語: Čo'ur、生没年不詳）は、チンギス・カンに仕えたモンゴル帝国の将軍で、ジュウレイト部の出身。漢字表記は『元史』では抄兀児(chāowùér)、『聖武親征録』では抄吾児(chāowúér)。

## 概要
12世紀末、モンゴル部ではキヤト氏とタイチウト氏という2大勢力が主導権争いを繰り広げていた。1190年代に入るとキヤト氏の指導者テムジン（後のチンギス・カン）が台頭し、ケレイト部や金朝と同盟関係を結んで勢力を拡大しつつあった。これに危機感を抱きつつあった反チンギスの諸勢力、コンギラト、イキレス、コルラス、ドルベン、タタル、カタキン、サルジウト諸部はアルグン河の支流ケン河に結集してジャジラト氏出身のジャムカを「グル・カン」に推戴した。
この「ジャムカの推戴」の参加者にタガイカという人物がおり、チンギス・カンに仕えるチョウルとは以前から親しかった。ジャムカの推戴後、それを知らないチョウルがタガイカと馬を並べて走らせていると、タガイカは馬の鞭でチョウルの肋を叩き、意図を察したチョウルは一緒に下馬し、タガイカは立ち小便をしながらジャムカ推戴の経緯を話して聞かせた。驚いたチョウルは急ぎ戻り、偶然出会ったコルラス部のイェスゲイに相談し、イェスゲイは家人のコリダイ（火力台）を使者としてチンギス・カンの下に派遣することとした。コリダイの報告によってチンギス・カンは先手を打って軍を動かすことに成功し、ハイラル川における戦いでジャムカの軍勢を撃退した。『元史』巻123抄兀児伝によると、この功績によってチョウルはダルハンの称号をチンギス・カンより与えられたという。なお、ペルシア語史料の『集史』ではチョウルの存在については一切触れられず、「コルラス部のメルキタイ」が「コリダイ」を派遣してチンギス・カンにジャムカ推戴の情報を知らせたことのみが記されている。
チョウルの息子のナチン（那真）はセチェン・カアン（世祖クビライ）に仕えてイェケ・ジャルグチとなり、その息子のバンサル、孫のコルクダイがその後を継いだ。1328年には天暦の内乱で大都派につき、8月にはダウラト・シャー麾下のチャガン・ブカを捕らえて金字円牌を献上した。この功績により、同年11月にはイェケ・ジャルグチの地位に復職した。